# Королівський гімн Швеції
Королівський гімн Швеції (швед. Kungssången: Ur svenska hjärtans djup en gång, «З глибини шведського серця») — гімн на честь шведських королів, державний символ Королівства Швеції. Був написаний приблизно в 1844 році, текст уклав — Карл Вільгельм Август Страндберг (під псевдонімом «Talis Qualis»), музику написав для чотирьох частин чоловічого хору — Отто Ліндблад. Цей гімн був уперше виконаний в Лунді на 5 грудня 1844 на вечірці, влаштованій в університеті, щоб відсвяткувати вступ короля Оскара I, і був офіційно прийнятий в 1893 році. Юлій Хаммарлунд (швед. Julius Hammarlunds) дав цей гімн у збірку текстів 146 пісень для школи й дому 1904 р. (№ 59, стих 1 та 5) як шведська народна пісня. У шведських недільних школах цей гімн став першим віршем для вивчення від 1908 р..
Співається у таких випадках, як день народження короля, щорічний відкриття Риксдагу і церемонії вручення Нобелівської премії, ця пісня насправді не є шведським державним славнем, тобто «Du gamla, Du fria».
На мотив британського королівського гімну «Боже, бережи короля» співали раніше попередній гімн «Bevare Gud vår kung», який замінили цим славнем. Як правило, публічно співають тільки першу і п'яту строфи (і тільки першу в присутності короля), інші три — дуже рідко співають.

## Ur svenska hjärtans djup en gång
| 1 Ur svenska hjärtans djup en gång: en samfälld och en enkel sång, som går till kungen fram! Var honom trofast och hans ätt, gör kronan på hans hjässa lätt, och all din tro till honom sätt, du folk av frejdad stam! 2 O konung, folkets majestät är även ditt: beskärma det: och värna det från fall! Stå oss all världens härar mot, vi blinka ej för deras hot: vi lägga dem inför din fot — : en kunglig fotapall. 3 Men stundar ock vårt fall en dag, från dina skuldror purpurn tag, lyft av dig kronans tvång: och drag de kära färger på, det gamla gula och det blå, och med ett svärd i handen gå till kamp och undergång! 4 Och grip vår sista fana du: och dristeliga för ännu: i döden dina män! Ditt trogna folk med hjältemod: skall sömma av sitt bästa blod: en kunglig purpur varm och god, och svepa dig i den. 5 Du himlens Herre, med oss var, som förr du med oss varit har, och liva på vår strand: det gamla lynnets art igen: hos sveakungen och hans män. Och låt din ande vila än: utöver nordanland! | Переклад Крупського Олега 1 В серцях у шведів якось раз: Народився гімн без пишних фраз — : Нехай до короля прийде. Йому ти вірністю плати, Корони тяжкість скороти, І з вірою в нього квітни, Прославлений народ! 2 О, конунг! Знай, що твій народ: Завжди на виручку прийде, Бережи від кривд його! Веди нас перемагати ворогів, Їх грізних не боїмося слів: І складемо гори їх голів: Коло престолу твого. 3 Але наближаються нещастя дні. Ти з плечей своїх пурпур зніми, Корону — з голови. З тобою кольори улюблені: Старовинний жовтий, блакитний. З мечем у руках ти вступиш у бій: І… приймеш смерть, на жаль. 4 Останній прапор наш у тебе, І не шкодуємо ми себе, І не страшить нас смерть. Прихильний народ пурпур: З крові власної пошиє, Їм твої плечі вкриє, Щоб тебе зігріти. 5 І після смерті з нами будь, Як колись, вкажи нам путь, Єдині ми з тобою. Дух древній у нас з тобою сидить, Про свеїв пам'ять він бережить… Нехай душа твоя парить: Над північною землею. |

## Галерея

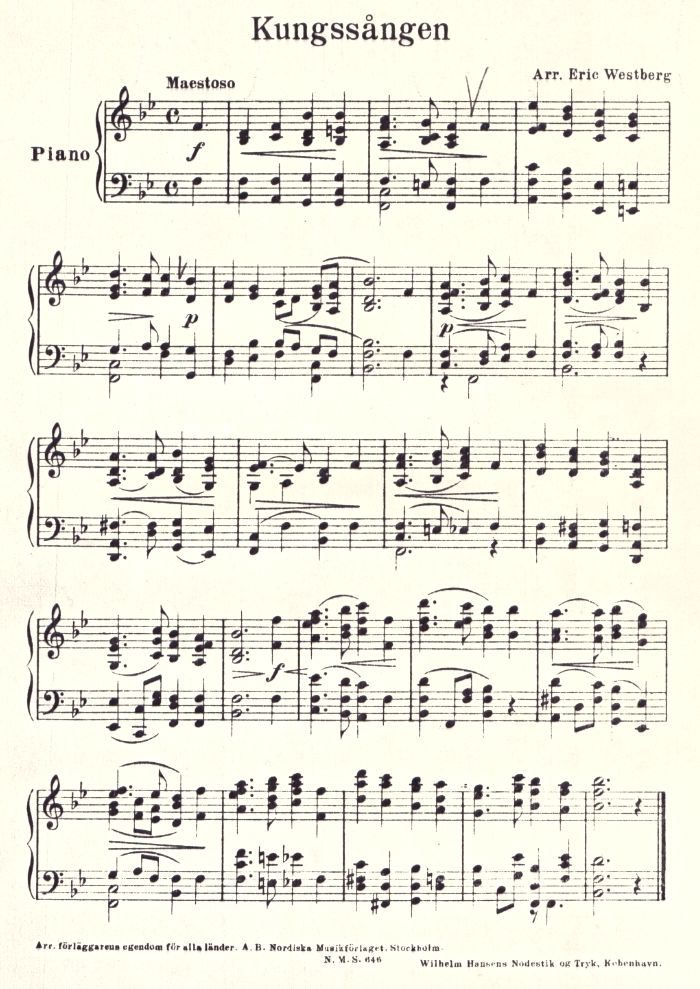
Королівський гімн (ноти для фортепіано)
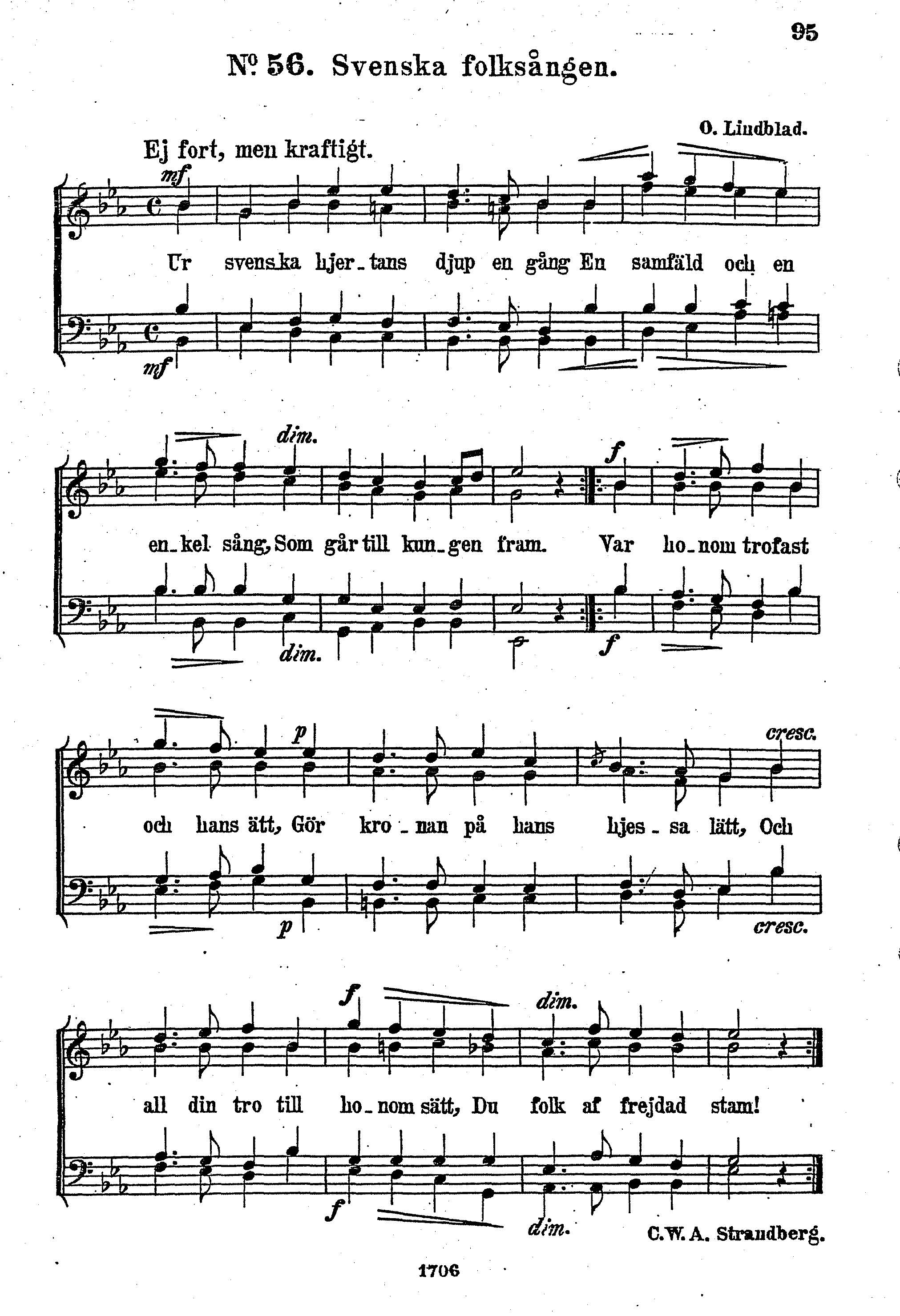
Королівський гімн (ноти для чоловічого хору)
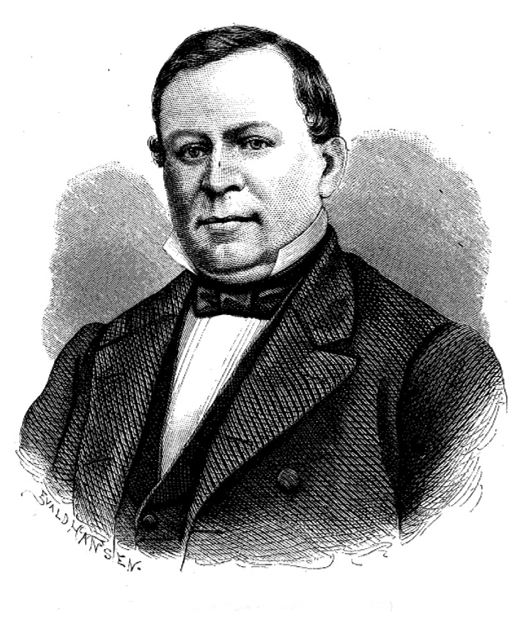
Портрет Отто Ліндблада
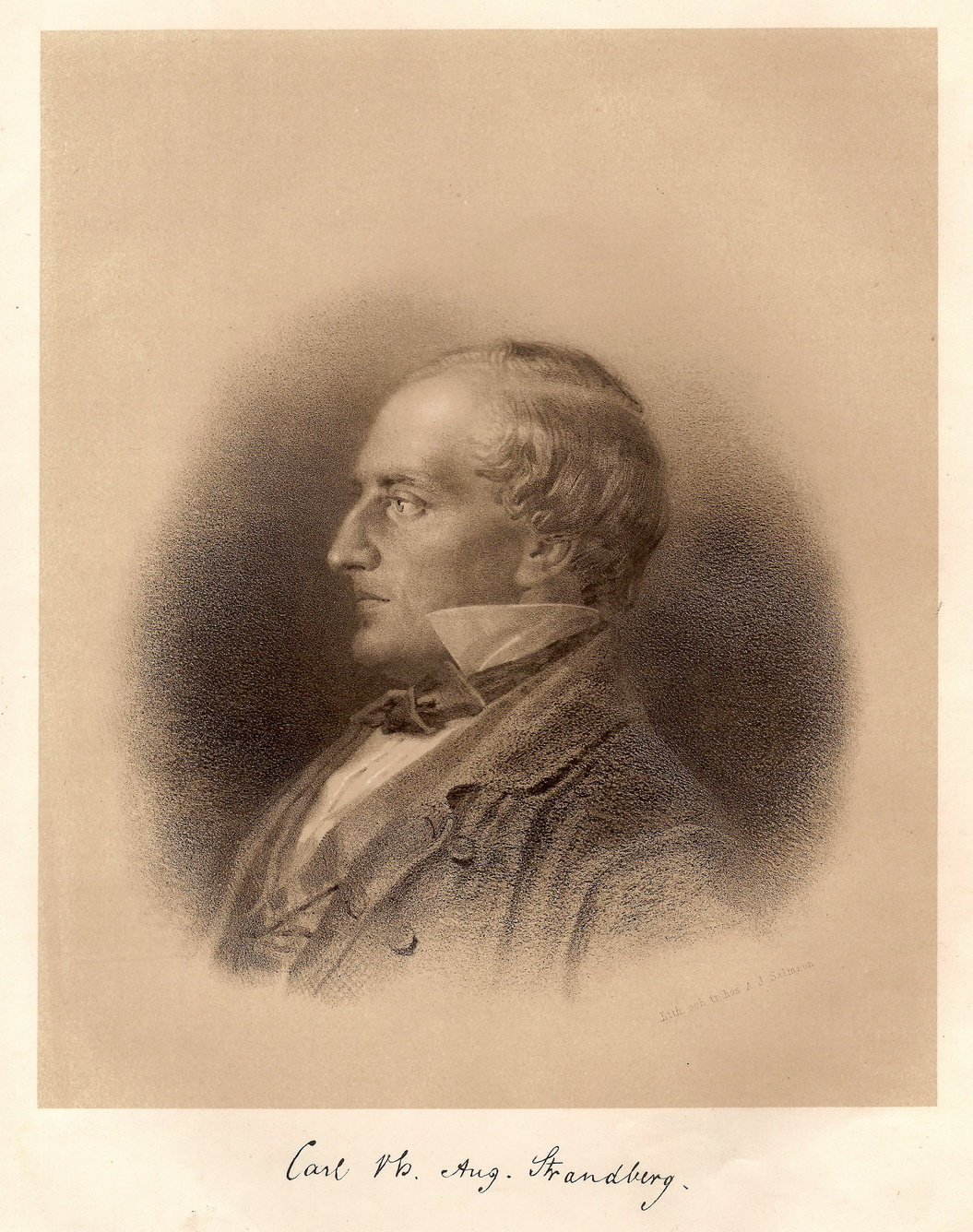
Портрет Карла Вільгельма Августа Страндберга